# Valeyres-sous-Montagny
Valeyres-sous-Montagny é uma comuna da Suíça, situada no distrito de Jura-Nord Vaudois, no cantão de Vaud. Tem 2,27 km² de área e sua população em 2018 foi estimada em 708 habitantes.